# Elachertus lateralis
Elachertus lateralis is een vliesvleugelig insect uit de familie Eulophidae. De wetenschappelijke naam is voor het eerst geldig gepubliceerd in 1808 door Spinola.